# La Toile de Charlotte
La Toile de Charlotte (ou Le Petit Monde de Charlotte ; Charlotte's Web) est un roman américain de E. B. White, illustré par Garth Williams et publié en 1952.
Ce classique de la littérature pour enfants raconte l'histoire d'un porc, nommé Wilbur, et son amitié avec une araignée connue sous le nom de Charlotte. Celle-ci écrit des messages vantant Wilbur, tels que « Quel cochon » (« Some pig »), dans ses toiles, pour convaincre les agriculteurs de ne pas l'envoyer à l'abattoir.
Publishers Weekly a classé le roman comme une des meilleures ventes de livres pour enfants de tous les temps en 2000.
L'histoire a inspiré plusieurs longs-métrages : Le Petit Monde de Charlotte (1973), Le Petit Monde de Charlotte 2 (2003) et Le Petit Monde de Charlotte (2006).

## Résumé
Après que son père épargne la vie d'un porcelet d'abattage comme avorton de la litière, une petite fille nommée Fern Arable nourrit le porcelet, le nommant Wilbur. Ayant grandi, Wilbur est vendu à l'oncle de Fern, Homer Zuckerman, qui le laisse dans sa basse-cour, en guise de compagnie, mais Wilbur est ignoré par les autres animaux de la grange, jusqu'à ce qu’il se lie d'amitié avec une araignée nommée Charlotte, qui vit sur une toile donnant sur l'enclos de Wilbur. Découvrant que Wilbur est destiné à l'abattage, elle promet de faire en sorte d'épargner sa vie. Pour ce faire, elle tisse dans sa toile des mots sur lui, et ces mots sur Wilbur (Quel cochon !) sont attribués à une intervention divine par les voisins des Zuckerman. Plus le temps passe, plus il y a d'inscriptions qui apparaissent sur les toiles de Charlotte, ce qui en augmente la renommée. Du coup, Wilbur est présenté à la foire du comté, accompagné de Charlotte et du rat Templeton, qu'elle emploie pour inspirer ses messages. Là, Charlotte pond un sac d'œufs contenant sa progéniture à naître, et Wilbur, bien qu'il ne gagne aucun prix, est honoré par le personnel et les visiteurs de la foire (donc trop prestigieux pour être tué). Sans doute épuisée par la ponte des œufs, Charlotte meurt peu de temps après le départ de Wilbur. De retour à la ferme de Zuckerman, Wilbur garde le sac des œufs de Charlotte, et est un peu triste quand les nouvelles araignées partent peu après l'éclosion. Seules les trois plus petits restent. Heureux de trouver de nouvelles amies, Wilbur nomme les araignées Joy, Nellie, et Aranea, et le livre se conclut en mentionnant que plusieurs générations d'araignées lui tiennent compagnie dans les années suivantes.

## Analyse

### La mort
La mort est un thème majeur tout au long de La Toile de Charlotte et est mise en avant par celle de l'araignée, Charlotte. 
Wilbur pense constamment à la mort la nuit, lorsqu'il s'inquiète de savoir s'il sera abattu ou non. Même si Wilbur parvient à échapper à la mort, Charlotte, l'araignée qui prend soin de Wilbur, ne parvient pas à échapper à sa propre mort.

## Adaptations
- 1973 : Le Petit Monde de Charlotte de  Charles A. Nichols et Iwao Takamoto
- 2003 : Le Petit Monde de Charlotte 2 (suite de Le Petit Monde de Charlotte) de Mario Piluso
- 2006 : Le Petit Monde de Charlotte (remake de Le Petit Monde de Charlotte) de Gary Winick